# Eugene S. Polzik
Eugene Simon Polzik (* 1953 in Sankt Petersburg, damals Leningrad) ist ein sowjetisch-dänischer Physiker (Quanteninformationstheorie, Atomphysik, Quantenoptik). Er gilt als ein international führender Wissenschaftler in experimenteller Quantenoptik und Quantenmessungen, ist Hochschullehrer in Kopenhagen und ist wesentlich verantwortlich dafür, dass das Forschungsgebiet in Skandinavien mit einem eigenen großen Forschungszentrum in Kopenhagen ausgebaut wurde.

## Karriere
Polzik erwarb 1976 sein Physikdiplom an der Universität Sankt-Petersburg, an der er 1980 promoviert wurde. Danach lehrte er bis 1988 am Bergbauinstitut in Sankt Petersburg und war 1990 bis 1995 am Caltech. 1994 wurde er Professor an der Universität Aarhus und war ab 2003 Professor am Niels-Bohr-Institut der Universität Kopenhagen, wo er 2001 das Zentrum für Quantenoptik (QUANTOP) gründete und danach leitete. Die Gründung erfolgte schon in Aarhus, nachdem er 2001 eine große Förderungssumme der nationalen dänischen Forschungsstiftung erhalten hatte, er zog aber mit dem Zentrum 2003 nach Kopenhagen um. 2012 wurde er Leiter der Abteilung Quantenoptik und Atomphysik am Niels-Bohr-Institut.
Er war ab 2003 Gastprofessor an der Universität Barcelona (Institute of Photonic Sciences, ICFO, das er seit dessen Gründung 2001 beriet) und 2010 bis 2011 Gordon Moore Distinguished Scholar am Caltech. Er ist im Beratungsgremium des 2012 gegründeten Russian Quantum Center.

## Werk
Er demonstrierte 1992 mit H. Jeff Kimble erstmals Atomspektroskopie mit nichtklassischem Licht und 1999 einen makroskopischen nichtklassischen Atomzustand (Spin-gequetschter Zustand). Polzik demonstrierte 2001 einen EPR-verschränkten Materiezustand und 2004 Quantengedächtnis von Licht (Quantenspeicher aus Licht). 1998 demonstrierte er uneingeschränkte Quantenteleportation, 2006 Quantenteleportation zwischen Licht und Materie und 2013 deterministische Quantenteleportation zwischen entfernten Atomen. Weitere Resultate waren die Verbesserung der Genauigkeit von Atomuhren unter Verwendung von Quantenverschränkung (2009),  rückwirkungsfreie Messung magnetischer Felder (2010), optisch-nanomechanische Detektion von Radiowellen (2014), über Dissipation erzeugte Verschränkung (2011), Kühlung eines Halbleiter-Nanooszillators mit Licht (2011), gequetschte Zustände in Oszillatoren (2015), Bewegungsmessung, die nicht durch die Heisenbergsche Unschärferelation begrenzt ist (2017), ein Quantenoptik-Interface mit einem Kristall kalter Atome und die Detektion von Nervenimpulsen mit einem optischen Quantenmagnetometer (2015).
Eines seiner Hauptforschungsgebiete sind neben Quantenteleportation die Präzisierung von Quantenmessungen. Diese führen wie seit Werner Heisenberg und Niels Bohr in den 1920er Jahren bekannt ist unausweichlich zu Störungen der Systeme, an denen die Messungen vorgenommen werden (Heisenbergs Unschärferelation). Wenn zum Beispiel Licht oder Teilchen an einem Elektron gestreut werden erhält dies einen Rückstoß und ebenso bei Zerfällen von Atomzuständen in zufälligen Richtungen entgegengesetzt dem ausgesandten Photon, was Ursache der natürlichen Linienbreite der Spektrallinien ist. Polzik zeigte mit seiner Gruppe in einer Reihe von Experimenten zwischen 2009 und 2017, dass dies teilweise aufgehoben werden kann, wenn man das Licht vorher durch ein atomares Gas schickt. Das ermöglichte ihm auch neue präzisere Quantenmessverfahren wie bei sehr sensitiven magnetischen Sensoren, wie sie in der Raumfahrt, im Mobilfunk oder als Bewegungsmesser benutzt werden. Dazu werden verschränkte Zustände des Sensors mit der atomaren Gaswolke hergestellt. Das ist auch Ziel seines Projekts (Quantum mechanics in the negative mass reference frame (Quantum-N)), das 2018 den ERC Advanced Grant erhielt. Ein fernes Ziel dieses Projekts ist auch die Sensitivität von Gravitationswellendetektoren  so zu verbessern.

## Mitgliedschaften und Ehrungen
1998 erhielt er den Preis der dänischen physikalischen Gesellschaft, 2014 den Forschungspreis der dänischen Magisterforening und 2017 den Scientific American Research Leadership Award und 2007 kam er unter die Top 50 Wissenschaftler von Scientific American für seine Arbeiten zur Quantenteleportation. 2020 erhielt er den Herbert-Walther-Preis. Er gehört zu den hochzitierten Wissenschaftlern (H-Index 58). 2019 war er Villum Investigator und 2011 und 2018 erhielt er einen Advanced Grant des European Research Council. 2018 wurde er Ritter des Danebrog-Ordens, und er ist Mitglied der Königlich Dänischen Akademie der Wissenschaften, Fellow der American Physical Society, des Institute of Physics und der Optical Society of America.

## Schriften (Auswahl)
Außer den in den Fußnoten zitierten Arbeiten.
- mit A. Kuzmich, K Mølmer: Spin squeezing in an ensemble of atoms illuminated with squeezed light, Phys. Rev. Lett., Band 79, 1997, S. 4782
- mit N. P. Georgiades, K. Edamatsu, H. J. Kimble, A. S. Parkins: Nonclassical excitation for atoms in a squeezed vacuum, Phys. Rev. Lett., Band 75, 1995, S. 3426
- mit L. M. Duan, J. I. Cirac, P. Zoller: Quantum communication between atomic ensembles using coherent light, Phys. Rev. Letters, Band 85, 2000, S. 5643
- mit P. Zoller, T. Beth, J. I. Cirac, D. Bruss, H. Briegel u. a.: Quantum information processing and communication, The European Physical Journal, Band 36, 2005, S. 203–228
- mit J. S. Neergaard-Nielsen, B. M. Nielsen, C. Hettich, K. Mølmer: Generation of a superposition of odd photon number states for quantum information networks, Physical Review Letters, Band 97, 2006, S. 83604
- mit K.Hammerer, M. Aspelmeyer,P. Zoller: Establishing Einstein–Poldosky–Rosen channels between nanomechanics and atomic ensembles, Phys. Rev. Lett., Band 102, 2009, S. 020501
- mit C. Simon u. a.: Quantum memories, The European Physical Journal D, Band 58, 2010, S. 1–22
- mit K. Hammererer, A. S.Sørensen: Quantum interface between light and atomic ensembles, Reviews of Modern Physics, Band 82, 2010, S. 1041
- mit K.Jensen u. a.: Quantum memory for entangled continuous-variable states, Nature Physics, Band 7, 2011, S. 13–16
- mit C. A. Muschik,H. Krauter, K. Hammerer: Quantum information at the interface of light with atomic ensembles and micromechanical oscillators, Quantum Information Processing, Band 10, 2011, S. 839–863
- mit K. Usami u. a.: Optical  cavity  cooling  of  mechanical modes of a semiconductor nanomembrane, Nature Physics, Band 8, 2012, S. 168–172,
- mit C A. Muschik, K. Hammerer, I. J. Cirac: Quantum Teleportation of Dynamics and Effective Interactions between Remote Systems, Phys. Rev. Lett., Band 111, 2013, S. 020501.
- mit J. Borregard u. a.: Scalable photonic network architecture based on motional averaging in room temperature gas, Nature Communications, Band 7, 2016, Artikel Nr. 11356